# Pierre Gaussens
Pas d'image ? Cliquez ici

a Compétitions nationales et continentales officielles uniquement.

Dernière mise à jour le 14 décembre 2021.
Pierre Gaussens, né le 7 décembre 1917, est un joueur français de rugby à XV qui évolue au poste de centre.

## Biographie
Pierre Gaussens naît le 7 décembre 1917 à Toulouse.
Il exerce la profession d'ingénieur de la DDE.

### Champion de France 1947
Avec le Stade toulousain, il remporte 2 coupes de France consécutives en 1946 et 1947 et surtout le titre champion de France la même année.
Il rejoint le FC Grenoble qui lui propose un poste.
Le challenge sportif n'est pas le même, Grenoble souffre d'une crise d'effectifs et lors de sa deuxième saison avec le club grenoblois, les Alpins sont relégués en deuxième division.
Mais grâce à son expérience et à un recrutement important avec notamment ses anciens coéquipiers toulousain Roger Baqué et Henri Jolivet mais aussi le maître à jouer Jean Liénard, l'ancien talonneur international Marcel Jol ou encore le deuxième ligne italien Sergio Lanfranchi, les Grenoblois retrouvent l'élite au bout de deux ans en remportant le titre de champion de France de deuxième division en 1951.
Il termine sa carrière de joueur en 1953 à l'âge de 35 ans.
Lors de la saison 1955-1956, il est l'entraîneur en chef du FC Grenoble.
Lors de sa retraite, il revient dans son Sud-Ouest natal où il décède à Auch en 1987 à l'âge de 69 ans.

## Palmarès
- Championnat de France de première division :
  - Champion (1) : 1947
- Championnat de France de deuxième division :
  - Champion (1) : 1951
- Coupe de France :
  - Vainqueur (2) : 1946 et 1947